# Явний і неявний атеїзм

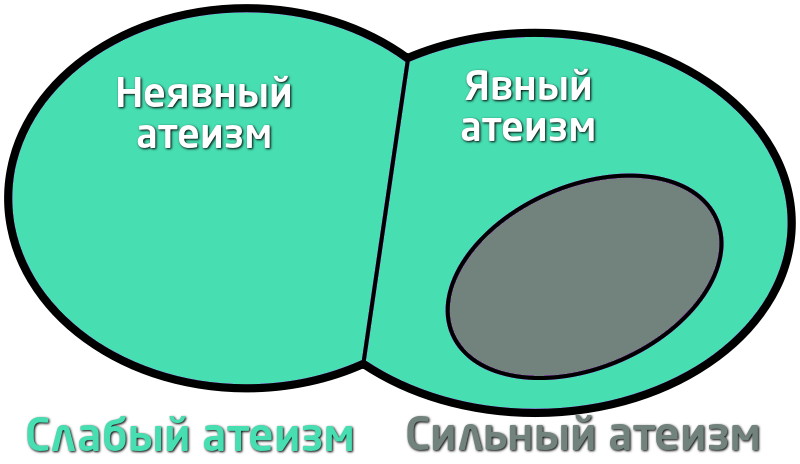

Явний атеїзм (англ. explicit atheism) і неявний атеїзм (англ. implicit atheism) — види атеїзму. Згідно з працею Джорджа Г. Сміта «Атеїзм: аргумент проти бога», неявний атеїзм визначається як «відсутність теїстичної віри без її свідомого відхилення», а явний атеїзм як «відсутність теїстичної віри через її свідоме відхилення». Явні атеїсти обмірковували ідею божеств, але відкинули віру в їхнє існування. Неявні атеїсти, хоч і за відсутності віри в бога або богів, не відхилили це уявлення або не продумали його до кінця.

## Чит. також
- (англ.) Implicit theism in the social science of belief and nonbelief
- (англ.) An introduction to atheism secularity and science
- (англ.) Implicit Religion?
- (англ.) Are atheists implicit theists?